# Dyer-Plateau
Das Dyer-Plateau ist eine weite Hochebene im Zentrum des nördlichen Palmerlands auf der Antarktischen Halbinsel. Es wird nördlich vom Fleming- und Bingham-Gletscher und südlich von den Gutenko Mountains begrenzt. 
Erste Erkundungen und fotografische Dokumentationen des Gebiets erfolgten durch Wissenschaftler der East Base der United States Antarctic Service Expedition (1939–1941). Benannt ist das Plateau nach dem Geodäten James Glenn Dyer (1908–1994), Expeditionsmitglied und Leiter der Mannschaft, die mit Hundeschlitten eine Erkundungsfahrt zwischen dem Fleming-Gletscher und den Welch Mountains unternahm. Von 1956 bis 1957 nahm Dyer zudem an einer der Australian National Antarctic Research Expeditions teil.